# 噻虫啉
噻虫啉（英語：Thiacloprid），又稱賽果培，是一种新烟碱类杀虫剂。它的作用机理与其它的新烟碱类似，通过刺激烟碱型乙酰胆碱受体来中断昆虫的神经系统。噻虫啉由拜耳作物科学公司开发，用以控制咀嚼式与吸吮式作物害虫，主要是蚜虫和粉虱。